# Xperia

Xperia-logotypen.

Xperia är ett varumärke från Sonys mobildivision, före detta Sony Ericsson.

## Historia
Varumärket Xperia skapades av Sony Ericsson 2008 för en ny serie datorlika mobiltelefoner. Xperia-serien ersatte helt P-serien i modellprogrammet och dess sista modell Sony Ericsson P990.
Sony Mobile var tidigare känt som Sony Ericsson. Det döptes sedan om 2012, efter att Sony köpt ut Ericsson.

## Modellprogram
Xperia-telefonerna kan delas in i tre generationer. Den första som körde Windows Mobile, den andra som körde Android och den tredje, kallat NXT, när Sony blev ensamma med varumärket.

### Första generationen
Första Xperia-generationen baserades på Windows Mobile 6-plattformen.
| Modell    | Släppt         | Urspr.OS         | Senast OS        | Skärmuppl. | x | x | x | x | NFC |
| --------- | -------------- | ---------------- | ---------------- | ---------- | - | - | - | - | --- |
| Xperia X1 | September 2008 | Windows Mobile 6 | Windows Mobile 6 |            |   |   |   |   | -   |
| Xperia X2 | September 2009 | Windows Mobile 6 | Windows Mobile 6 |            |   |   |   |   | -   |

X1 tillverkades av OEM-tillverkaren HTC. X2 tillverkades av den taiwanesiska OEM-tillverkaren Foxconn.

### Andra generationen
I mars 2010 lanserades den andra generationen i Xperia-serien. Nu hade man gått ifrån Windows Mobile och började satsa på Googles Android i stället.
| Modell              | Släppt           | Urspr.OS    | Senast OS     | Skärm          | Pixeltäthet | Minne(Prim/Sek) | Minneskort | Nätstandard | Ref | Övrigt |
| ------------------- | ---------------- | ----------- | ------------- | -------------- | ----------- | --------------- | ---------- | ----------- | --- | ------ |
| Xperia X10          | 10 februari 2010 | Android 1.6 | Android 2.3.3 | 4"/480 × 854   | 245ppi      | 384Mb/1Gb       | MicroSD    | GSMUMTS     |     |        |
| Xperia X10 mini     |                  | Android 1.6 | Android 2.1   | 240 x 320      |             |                 |            |             |     | -      |
| Xperia X10 mini pro |                  | Android 1.6 | Android 2.1   | 240 x 320      |             |                 |            |             |     | -      |
| Xperia X8           |                  | Android 1.6 | Android 2.1.1 | 320 x 480      |             |                 |            |             |     |        |
| Xperia arc          |                  | Android 2.3 | Android 4.0.4 |                |             |                 |            |             |     |        |
| Xperia PLAY         |                  | Android 2.3 | Android 4.0.2 |                |             |                 |            |             |     |        |
| Xperia neo          |                  | Android 2.3 | Android 4.1   |                |             |                 |            |             |     |        |
| Xperia mini         |                  | Android 2.3 | Android 4.0   | 320 x 480      | 192ppi      | 512Mb/400Mb     | MicroSDHC  |             |     | -      |
| Xperia mini pro     |                  | Android 2.3 | Android 4.1   | 320 x 480      | 192ppi      | 512Mb/400Mb     | MicroSDHC  |             |     |        |
| Xperia ray          | Juni 2011        | Android 2.3 | Android 4.1   | 480 x 854      | 297ppi      | 512Mb/300Mb     | MicroSD    | GSM UMTS    |     |        |
| Xperia neo V        |                  | Android 2.3 | Android 4.1   |                |             |                 |            |             |     |        |
| Xperia arc S        |                  | Android 2.3 | Android 4.1   |                |             |                 |            |             |     |        |
| Xperia pro          | Oktober 2011     | Android 2.3 | Android 4.1   | 3.7"/480 x 854 | 265ppi      | ?/320Mb         | MicroSDHC  | GSM UMTS    |     |        |
| Xperia active       |                  | Android 2.3 | Android 4.1   |                |             |                 |            |             |     |        |

### NXT-generationen
När Sony och Ericsson avslutade sitt samarbete i slutet av 2011 tog Sony helt över mobiltelefonverksamheten från Ericsson. Kort efter presenterades ett nytt modellprogram, benämnt NXT. Tre mobiltelefonmodeller släpptes i samband med detta, Xperia S, P och U. Xperia S och P är de första Xperiatelefoner som utrustas med NFC-teknik.
| Modell         | Släppt          | Urspr.OS      | Senast OS     | Skärm                    | Pixeltäthet | Minne(Prim/Sek) | Minneskort | NFC | Nätstandard  | Ref | Övrigt       |
| -------------- | --------------- | ------------- | ------------- | ------------------------ | ----------- | --------------- | ---------- | --- | ------------ | --- | ------------ |
| Xperia S       | 14 Mars 2012    | Android 2.3.7 | Android 4.1.2 | 4.3"/720 x 1280 Reptålig | 342ppi      | 1Gb/32Gb        | Nej        | Ja  | GSM UMTS     |     | Glonass      |
| Xperia Ion     | Kvartal 2 2012  | Android 2.3   | Android 4.1.2 | 720 x 1280 Reptålig      | 323ppi      | 1Gb/16Gb        | MicroSD    | Ja  | GSM UMTS LTE |     | Glonass *anm |
| Xperia P       | Prel April 2012 | Android 2.3   | Android 4.1.2 | 4"/540 x 960 Reptålig    | 275ppi      | 1Gb/16Gb        | Nej        | Ja  | GSM UMTS     |     |              |
| Xperia U       | Prel April 2012 | Android 2.3   | Android 4.0.4 | 3.5"/480 x 854 Reptålig  | 280ppi      | 512Mb/4Gb       | Nej        | Nej | GSM UMTS     |     |              |
| Xperia Sola    | Q2 2012         | Android 2.3   | Android 4.0.4 | 3.7"/480 x 854 Reptålig  | ?           | 512Mb/8Gb       | microSDHC  | Ja  | GSM UMTS     |     |              |
| Xperia Go      | Q3 2012         | Android 2.3   | Android 4.1.2 | 3.5"/320 x 480 Reptålig  | ?           | 512Mb/8Gb       | microSDHC  | Nej | GSM UMTS     |     |              |
| Xperia Acro S  | Q3 2012         | Android 4.0.4 | Android 4.1.2 | 4.3"/720 x 1280 Reptålig | 342ppi      | 1GB/16Gb        | microSDHC  | Ja  | GSM UMTS     |     |              |
| Xperia Miro    | Q3 2012         | Android 4.0.4 | Android 4.0.4 | 4.5"/320 x 480           | 165ppi      | 512MB/4Gb       | microSDHC  | Ja  | GSM UMTS     |     |              |
| Xperia Tipo    | Q3 2012         | Android 4.0.4 | Android 4.0.4 | 3.2"/320 x 480           | 180ppi      | 512MB/2.9Gb     | microSDHC  | Ja  | GSM UMTS     |     |              |
| Xperia V       | Q4 2012         | Android 4.0.4 | Android 4.3   | 4.3"/720 x 1280 Reptålig | 342ppi      | 1GB/13.2Gb      | microSDHC  | Ja  | GSM UMTS LTE |     | Glonass      |
| Xperia J       | Q4 2012         | Android 4.0.4 | Android 4.1.2 | 4.3"/480 x 854           | 245ppi      | 512MB/4Gb       | microSDHC  | Ja  | GSM UMTS     |     |              |
| Xperia Z       | Q1 2013         | Android 4.1   | Android 5.0   | 5"/1920 x 1080           | 440.6ppi    | 2 GB/16 GB      | microSDHC  | Ja  | GSM UMTS LTE |     | Glonass      |
| Xperia Z1      | Q3 2013         | Android 4.2   | Android 5.1.1 | 5"/1920 x 1080           | 440.6ppi    | 2 GB/16 GB      | microSDHC  | Ja  | GSM UMTS LTE |     | Glonass      |
| Xperia Z Ultra | Q3 2013         | Android 4.2   | Android 4.3   | 6.4"/1920 x 1080         | 344.2ppi    | 2 GB/16 GB      | microSDXC  | Ja  | GSM UMTS LTE |     | Glonass      |
| Xperia Z2      | Q2 2014         | Android 4.4   | Android 4.4   | 5.2"/1920 x 1080         | 424ppi      | 3 GB/16 GB      | microSDHC  | Ja  | GSM UMTS LTE |     | Glonass      |

- anm) Vissa detaljer och data skiljer sig från olika källor.